# Hydroptila zairiensis
Hydroptila zairiensis är en nattsländeart som beskrevs av Statzner 1977. Hydroptila zairiensis ingår i släktet Hydroptila och familjen smånattsländor. Inga underarter finns listade i Catalogue of Life.